# Viinijärvi
El Viinijärvi es el nombre que recibe un cuerpo de agua bastante grande en la región de Karelia del Norte en el país europeo de Finlandia. Pertenece a la principal zona de influencia de Vuoksi. Viinijärvi es el lago número 36 por su superficie en Finlandia. Los municipios Polvijärvi, Outokumpu y Liperi se encuentran en la zona.
Posee una superficie 134,91 kilómetros cuadrados (52,09 millas cuadradas), con un profundidad media de 5,83 m (19,1 pies) y un máximo de 58,3 m (191 pies). El volumen de agua es de unos 0,786 kilómetros cúbicos (637.000 acres pie), mientras que la longitud de su costa es de 426,5 kilómetros (265,0 millas), elevándose un máximo de la superficie de 78,8 m (259 pies).